# Facts
Facts è un singolo del rapper italiano Vegas Jones, pubblicato il 21 febbraio 2024.

## Tracce
Testi e musiche di Matteo Privitera e Gianluca Franco.
1. Facts – 2:04